# Cartoni del sabato mattina
Saturday morning cartoons o Cartoni del sabato mattina è un termine colloquiale che indica la trasmissione di cartoni animati nella fascia oraria del sabato mattina, dagli anni '60 ai '90, nelle maggiori reti statunitensi. Questa fascia televisiva viene anche denominata: "radio illustrata" (illustrated radio, termine coniato da Chuck Jones), perché questo tipo di disegni animati faceva assai maggiore affidamento sulla bravura dei doppiatori, sulle musiche e sugli effetti sonori, piuttosto che sulla qualità di disegni e animazione.
Questo genere nacque quando si perfezionarono le tecniche di animazione limitata, che permisero di produrre cartoni animati molto economici ed economicamente competitivi, rispetto ai telefilm con attori veri.
Le case di produzione Filmation e Hanna-Barbera dominarono a lungo questa fascia oraria con le loro serie animate .

## Declino e scomparsa
Questa fascia oraria entrò in declino verso gli anni '80, per una serie di ragioni, fra cui:
- nascita delle prime reti in syndication; le quali trasmettevano programmi dalla maggiore libertà artistica, non essendo commissionate da dei network, fuori dagli schemi abituali e che, in forza delle maggiori possibilità economiche, avevano un palinsesto animato più recente e di migliore qualità (G.I. Joe, Transformers, He-Man e i dominatori dell'universo). Anche l'iniziare della diffusione di anime come Robotech ha contribuito[4].
- il decollo del mercato dell'home video, l'offerta del quale era composta prevalentemente da lungometraggi animati di grande qualità, come i classici Disney; che non poteva che incoraggiare sfavorevoli confronti con i cartoni in animazione limitata[5].
- affermazione delle reti via cavo[6][7], come Nickelodeon e Cartoon Network; queste ultime, trasmettendo cartoni per tutta la settimana, svalutarono definitivamente la fascia oraria del sabato mattina[8][9][10].